# Aphthonella
Aphthonella là một chi bọ cánh cứng trong họ Chrysomelidae.
Chi này được Jacoby miêu tả khoa học năm 1889.

## Các loài
Các loài trong chi này gồm:
- Aphthonella nigripennis Chen & Wang, 1980
- Aphthonella nigronitida Chen & Wang, 1980